# Puig de Barretpicat
El Puig de Barretpicat és una muntanya de 239 metres que es troba al municipi de Bellvís, a la comarca del Pla d'Urgell. Al cim podem trobar-hi un vèrtex geodèsic (referència 257110001).